# Pölckå
Pölckå en by cirka 4 km söder om Tenala kyrkby i Raseborgs stad i Nyland. Den har historiskt omnämnts som Polke (1438) och Pölka bol (1451). 
Pölckå nämns redan på 1300-talet i kyrkböcker och var ursprungligen endast en boplats. Under 1500-talet uppstår två gårdar Överpölckå (nuvarande Asplund) och Ytterpölckå (nuvarande Storgård). Byn har skiftats i olika repriser bland annat i mitten av 1700-talet och i mitten av 1800-talet. 1886 byggs Tenala sockens (kommuns) fattighus (ålderdomshem, nuvarande Strandgård) på kyrkans ägor (dåvarande Asplund).